# Rodolphe de Luzzara
Rodolphe de Gonzague de Luzzara (Luzzara, ... – Poviglio, 1553) est le seigneur de Poviglio et le fondateur de la branche cadette de "Gonzague de Poviglio", une scission de la branche de Gonzague de Luzzara.

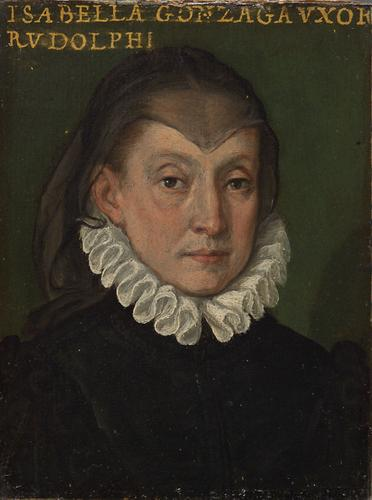
Portrait d'Isabelle de Gonzague, la femme de Rodolphe

## Biographie
Il est le plus jeune enfant de Jean-François de Luzzara, qui est l'ancêtre de la branche de la “Gonzague de Luzzara”.
En 1539 il achète à Ferdinand Ier de Guastalla le château de Poviglio, et devient le comte de ce lieu et de ses dépendances.
Il épouse Isabelle de Gonzague, fille de Pirro Gonzague, seigneur de Bozzolo.

## Descendance
Rodolphe et Isabella ont plusieurs enfants, dont:
- Luigi (1538-1570), son successeur, qui vit longtemps à la cour d'Alphonse II d'Este. Il est mort assassiné à Ferrare.
- Fabrizio
- Horace
- Septime
- Antonia (?-1572), marié Roberto Sanvitali
- Genève